# Литогенезная геохимия
Литогенезная геохимия — один из разделов геологии, который изучает химические процессы, происходящие во время разных стадий литогенеза, то есть во время образования и изменения осадков, их превращения в горные осадки, в руду. Литогенезная геохимия рассматривает процессы на поверхности земли и близких по глубине участках, которые происходят при низкой температуре и давлении. В осадочных породах опреде яются распространение химических злементов, их выход из разрушительной коры, степень передвижения элементов из различных осадочных кор, исследуется мигратизация элементов в речных водах. В литогенезе также изучается распространение типичных элементов в осадочных породах и физико-химическое состояние формирования горных пород и руд, их эволюция в истории геологии земли. Литогенезную геохимию исследовали ученые В. И. Вернадский, Н. М. Страхов, М. М. Альтгаузен и др.